# Zenone di Maiuma
Zenone (fl. IV secolo), vescovo di Maiuma, è venerato come santo dalla Chiesa cattolica.

## Dati storici e culto
L'esistenza di Zenone è nota grazie alla Historia ecclesiastica di Sozomeno, che lo conobbe personalmente quando era già centenario, e a cui dedica un intero capitolo della sua opera. Fin da giovane si era dato alla vita monastica e in seguito, durante il regno di Teodosio I (379-395), divenne vescovo di Maiuma. Sozomeno racconta che Zenone aveva costruito una chiesa in onore di tre suoi cugini, morti martiri a Gaza durante la persecuzione di Giuliano l'apostata (361-363); benché anziano, non rinunciò mai a celebrare i riti sacri nella sua cattedrale, e fino alla fine della sua esistenza continuò a svolgere il lavoro di tessitore, per il proprio mantenimento e per aiutare i poveri. Non è nota la data di morte di Zenone.
Il nome di questo santo fu inserito da Cesare Baronio nel Martirologio Romano, alla data del 26 dicembre, che lo ricorda con queste parole: